# Vehículo anfibio Pegaso VAP 3550/1
El vehículo anfibio Pegaso VAP 3550/1 fue un vehículo anfibio de transporte de carga fabricado por ENASA para la Infantería de Marina española y la exportación.
El diseño del VAP 3550/1 responde a un requerimiento de la Armada española para desarrollar un vehículo a ruedas anfibio que pudiera trasladar por sus propios medios una carga de 3000 kg entre un buque y una posición tierra adentro. El diseño de ENASA usó componentes motrices de los camiones todoterreno Pegaso 3045 y 3050. El casco del vehículo contaba con compartimentos estancos para asegurar su flotabilidad incluso si uno de los compartimentos resultaba dañado. La cabina de la tripulación se encontraba en la parte delantera del vehículo, con espacio para el conductor y otros dos tripulantes. La cabina estaba abierta en la parte posterior, proporcionando acceso a la zona de carga. Detrás de la cabina se encontraba una grúa hidráulica para asistir con la carga y descarga del vehículo, con una capacidad de 350 kg. La zona de carga se podía cubrir con una techo de lona. El  motor se encontraba en la parte posterior del vehículo, con toma de aire y tubo de escape elevados. La caja de cambios tenía seis marchas hacia adelante y una hacia atrás, y estaba acoplada a una caja de transmisiones de dos velocidades. El vehículo era de cuatro ruedas, con las dos delanteras guiadas por una dirección asistida. La propulsión acuática se efectuaba con dos hidrojets situados a ambos lados de la parte trasera del casco. El vehículo contaba con bombas de achique y con un cabestrante en la parte delantera con una capacidad de 4500 kg.
Aparte de ser suministrado a la Infantería de Marina española, el VAP fue exportado a México en 1982 (7 unidades) y a Egipto.